# Patricia Alice Albrecht
Patricia Alice Albrecht (30 janvier 1953 - 25 décembre 2019) était une actrice, écrivain et poète américaine. Elle était surtout connue pour son rôle de Phyllis "Pizzazz" Gabor, la chanteuse antagoniste du groupe fictif The Misfits dans la série télévisée d'animation Jem de 1985 à 1988. Son autre travail de voix off comprenait la série animée The New Yogi Bear Show, The Snorks et New Kids on the Block .

## Biographie
Albrecht est né à Détroit dans le Michigan le 30 janvier 1953. Elle a obtenu un baccalauréat en beaux-arts en théâtre de la Wayne State University. Elle est apparue dans une série de films d'action en direct et de séries télévisées tout au long des années 1970 et au début des années 1980 avant de passer à de doublage. Parmi ses rôles dans des films et à la télévision on peut noter ses rôles d'invités dans Remington Steele et le film comique de 1980, Une nuit folle, folle (Midnight Madness). Dans le cadre de la promotion du film Une nuit folle, folle, elle est mentionnée dans le Detroit Free Press début janvier 1980 à cause de ses origines locales. Elle est décrite comme une mince jeune femme blonde d'1m60 et 45 kg (5.3 pieds et 100 livres) aux grand yeux bleus semblant avoir moins de 20 ans et ayant des aspirations de starlette mais son expérience professionnelle donne à penser qu'elle a plus. La journaliste précise que son âge est secret mais qu'après son diplôme en d'art obtenu en 1976 elle s'est installée en 1978 à Los Angeles. Elle indique aussi avoir ajouté son second prénom pour la différencier d'une actrice portant déjà le nom Patricia Albrecht.
En 1985, Albrecht a été choisi pour le rôle de Pizzazz dans la série d'animation Jem et les Hologrammes, diffusée de 1985 à 1988. Son personnage était la chanteuse principale du groupe fictif, The Misfits, les rivaux des personnages principaux, Jem et les Hologrammes. Elle a ensuite donné sa voix à un certain nombre de personnages dans des films et des séries d'animation tout au long des années 1980 et 1990, notamment Yogi , Les Snorky, New Kids on the Block, Droopy: Master Detective, Batman et Titi et Grosminet mènent l'enquête.
Albrecht a ensuite déménagé à Nashville pour se consacrer à l'écriture et la poésie. Ses œuvres, dont une grande partie était axée sur la fiction, comprenaient Wind Eyes, A Woman's Reader and Writing Source, The Crone Chronicles, National Library of Poetry . Elle a également fondé un groupe d'écrivains basé à Nashville. Albrecht a également sorti un CD audio de poésie intitulé A Touch of Pizzazz en 2009 pour les fans de sa série des années 1980, Jem et les Hologrammes.
Patricia Alice Albrecht est décédée chez elle à Nashville, Tennessee, le 25 décembre 2019, à l'âge de 66 ans,. Sa collègue et membre de la distribution de Jem, Samantha Newark était présente chez elle lorsqu'elle est décédée.